# Basílio (conde)
Basílio (em latim: Basilius) foi um oficial bizantino do século VI, ativo no reinado do imperador Justiniano (r. 527–565). Aparece em 528, como conde, talvez conde dos assuntos militares, em plena Guerra Ibérica (526–532). Foi enviado ao lado dos generais Belisário, Buzes, Cutzes, Procliano, Sebastiano e Táfaras para combater uma invasão sassânida. Os bizantinos foram derrotados na Batalha de Tanúris e Basílio esteve entre os oficiais capturados.